# Godinton House
Godinton House (également connue sous le nom de Godinton House and Gardens ou Godinton Park) est une demeure seigneuriale de la paroisse de Great Chart, détenue par une fiducie à but non lucratif. Il est à 2 milles au nord-ouest du centre de la ville d'Ashford, Royaume-Uni.

## Description
Godinton House est une ancienne maison en brique avec un extérieur de style jacobéen. Le toit a un système distinctif de pignons hollandais (également appelés pignons semi-classiques). La maison jacobéenne est construite autour d'une grande salle médiévale. Il convient de noter en particulier les sculptures élaborées en bois de châtaignier sur l'escalier principal.
Les jardins comprennent l'une des plus longues haies d'ifs d'Angleterre, ainsi que des expositions spectaculaires de delphiniums, d'iris, de fleurs sauvages et de roses.
La maison possède également un piano Steinway.
Il abrite l'une des meilleures collections privées de porcelaine du sud de l'Angleterre.

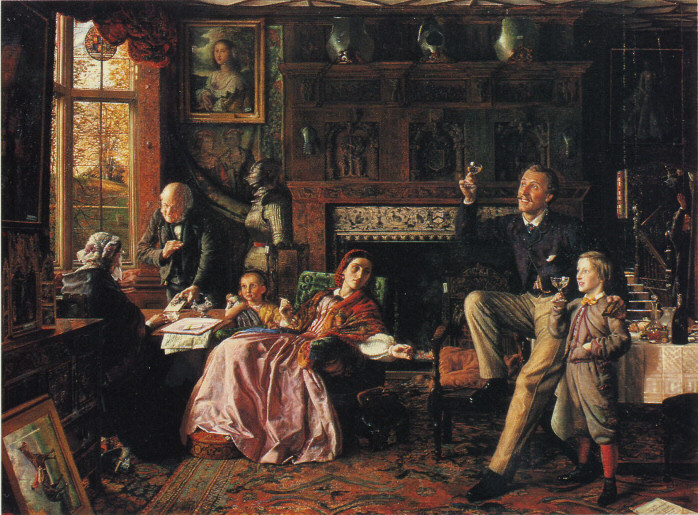
Le dernier jour dans l'ancienne maison, un composite de chambres à Godinton

## Histoire
Godinton House est le siège de la famille Toke pendant environ 455 ans de 1440 à 1895.
Au tournant du  XXe siècle, le propriétaire de l'époque, M. Ashley Dodd, embauche l'architecte Reginald Blomfield pour mettre à jour la maison et redessiner les jardins. Blomfield plante la célèbre haie d'ifs, façonnée pour répéter la forme de pignon vue sur la maison.
En 1991, le major Alan Wyndham-Green, le dernier propriétaire de Godinton, crée le Godinton House Preservation Trust. Depuis le décès du major Wyndham-Green en 1996, la fiducie continue de préserver, de restaurer et d'améliorer la maison et les parcs.